# I Do (canción de Colbie Caillat)
«I Do» («Acepto») es una canción grabada por el artista estadounidense Colbie Caillat. Fue escrita por Toby Gad y Caillat, y producido por Greg Wells. La canción fue lanzada como el primer sencillo de su tercer álbum de estudio de All Of You. La canción fue lanzada en iTunes y radio el 7 de febrero de 2011 hasta el Universal Republic. El video musical de "I Do" se estrenó el 11 de marzo de 2011.

## Posicionamiento en listas
| Listas (2011)                               | Mejor posición |
| ------------------------------------------- | -------------- |
| Austria (Ö3 Austria Top 40)                 | 30             |
| Bélgica (Flandes) (Ultratip Bubbling Under) | 14             |
| Bélgica (Valonia) (Ultratip Bubbling Under) | 18             |
| Germany (Media Control AG)                  | 33             |
| German Airplay Chart                        | 2              |
| Japón (Japan Hot 100)                       | 10             |
| Estados Unidos (Billboard Hot 100)          | 23             |
| Estados Unidos (Adult Top 40)               | 7              |
| Estados Unidos (Adult Contemporary)         | 26             |